# 石井警察署
石井警察署（いしいけいさつしょ）は、徳島県警察が管轄していた警察署。2018年4月1日をもって徳島西警察署（同時に徳島名西警察署に改称）に統合された。

## 所在地
- 徳島県名西郡石井町石井1339-1

## 管轄区域
- 名西郡
  - 石井町
  - 神山町

## 沿革
- 2018年（平成30年）4月1日 - 徳島西警察署（同時に徳島名西警察署に改称）に統合。現在庁舎は徳島名西警察署の石井庁舎となっている。

## 駐在所
- 石井町白鳥駐在所（石井町石井石井）
- 石井町高川原駐在所（石井町高川原高川原）
- 石井町天神駐在所（石井町高川原南島）
- 石井町藍畑駐在所（石井町藍畑高畑）
- 石井町高原駐在所（石井町高原東高原）
- 石井町浦庄駐在所（石井町浦庄下浦）
- 神山町広野駐在所（神山町阿野河口）
- 神山町二の宮駐在所（神山町阿野地ノ平）
- 神山町鬼籠野駐在所（神山町鬼籠野中分）
- 神山町下分駐在所（神山町下分今井）
- 神山町神領駐在所（神山町神領北）

## 警備派出所
なし

## 検問所
なし